# Au Music Port
au Music Port（エーユー・ミュージック・ポート）は、かつてKDDIが提供していた、auブランド携帯電話用の音楽管理ソフトである。
LISMO Music Storeで購入した着うたフルやCDから取り込んだ曲を対応携帯電話に転送できるほか、携帯電話でダウンロードした着うたフルやデータフォルダ内の写真やアドレス帳やメールをパソコンにバックアップできる。GUIデザインは佐野研二郎が手掛けた。アドレス帳のバックアップ機能はカシオのMySyncをベースにしている。
2010年1月15日にダウンロードによる提供を終了、2010年3月31日にサポートを終了した。

## 機能
- 初期のバージョンはCDからのリッピングのみ対応でファイルからのインポートはできなかったが、Ver3.0からはAAC(.m4a)、WAV、WMAのインポートに対応し、変換して携帯電話に転送することができる。MP3形式には対応していない。
- インポートした楽曲や着うたフルの楽曲は、DRMで厳しく管理される。
- 取り込むCDの情報は、GracenoteのCDDBとエイムのYOMIデータから情報を取得する[2]。
- 携帯電話に転送した曲のアーティスト名、アルバム名での曲検索ができない。

## リリース履歴

### Ver1.x
- 2006年1月　Ver 1.04リリース[4]
- 2006年2月　Ver 1.05リリース[5]
- 2006年3月16日　Ver1.06リリース[6][7]。
  - 音質を改善。

### Ver2.x
- 2006年5月17日　Ver2.0リリース[8][9]。
  - LISMO Music Storeに対応。

- 2006年6月28日　Ver2.1リリース[10][11]。
  - LISMO Music Storeで購入した楽曲や、携帯電話から転送したコンテンツをCD-RやDVD-R等のメディアにバックアップできる機能を追加。
  - PERSONAL DATAアドレス帳の拡張
  - キーボードショートカットの追加
  - その他システムの安定化
  - gracenoteが6月27日に発表したCDDB Active Xコントロールのセキュリティ上の脆弱性を解消。

- 2006年9月　Ver2.2リリース[12]
- 2006年10月　Ver2.3リリース[13]
  - 新機種に対応。
  - システムの安定化を実施。

### Ver3.x
- 2006年12月8日　Ver3.0リリース[14][15]。
  - 「LISMO!ビデオクリップ」のバックアップやパソコン上でのビデオクリップの再生が可能となる。
  - 著作権保護のかかっていないAAC (m4a) 、WMA、WAV形式の音楽ファイルの読み込みをサポート。MP3には対応していない。
  - CDからのリッピングのビットレートを最大128Kbpsまで拡張（非対応機種は携帯電話へのインポートの際48Kbpsに変換される）。
  - ユーザインタフェースを使いやすく（タブ機能など）刷新。

- 2007年3月22日　Ver3.1リリース[16][17]。
  - 新機種への対応
  - 楽曲プロパティ情報の編集機能の改善
  - 動作の安定性向上
  - 「LISMOビデオクリップ」約1,000曲の追加。
  - 「LISMOビデオクリップ」の購入にはLISMOビデオクリップ対応端末が必要となった。
- 2007年4月　Ver3.1.0.1リリース[18]
- 2007年5月　Ver3.1.3.0リリース[19]
- 2007年9月3日　Ver3.2リリース[20][21]。
  - Windows Vistaに対応。
  - システムの安定化。
- 2007年12月　Ver3.2.3リリース[22]
- 2008年1月　Ver3.3リリース
  - 新機種に対応。
- 2008年3月　Ver3.4リリース
  - Windows Vista SP1に対応。
  - システムの安定化。
  - CD情報取得処理の改善。
- 2009年5月　Ver3.5リリース。これが最終バージョンとなる。
  - Windows Vista SP2に対応。

## LISMO Portとの関係
2008年2月に後継ソフトウェアとなるLISMO Portがリリースされたが、KCP搭載モデルは「au Music Port」、KCP+搭載モデルは「LISMO Port」という対応機種に差があり、置き換えではなく使い分ける必要があった。
2009年10月にリリースされたLISMO Port Ver4.0以降は対応機種が拡充され、au Music Portを使用していた従来機種もサポートされた。このため、LISMO Portをau Music Portの後継ソフトウェアと明記し、2010年3月31日をもってau Music Portの提供を終了した。